# Suodenniemi
Suodenniemi è un'ex città finlandese di 1.343 abitanti, situata nella regione del Pirkanmaa. Il comune è stato soppresso nel 2007, quando venne incorporato nel comune di Vammala, che a sua volta, nel 2009, è stato fuso assieme ai vicini Äetsä e Mouhijärvi nel comune di Sastamala.